# Amt Woldegk
L'Amt Woldegk est un Amt de l'arrondissement du Plateau des lacs mecklembourgeois dans le land de Mecklembourg-Poméranie-Occidentale, au nord de l'Allemagne.

## Communes
1. Groß Miltzow
2. Helpt
3. Kublank
4. Mildenitz
5. Neetzka
6. Petersdorf
7. Schönbeck
8. Schönhausen
9. Voigtsdorf
10. Woldegk